# Nicolas Haxo

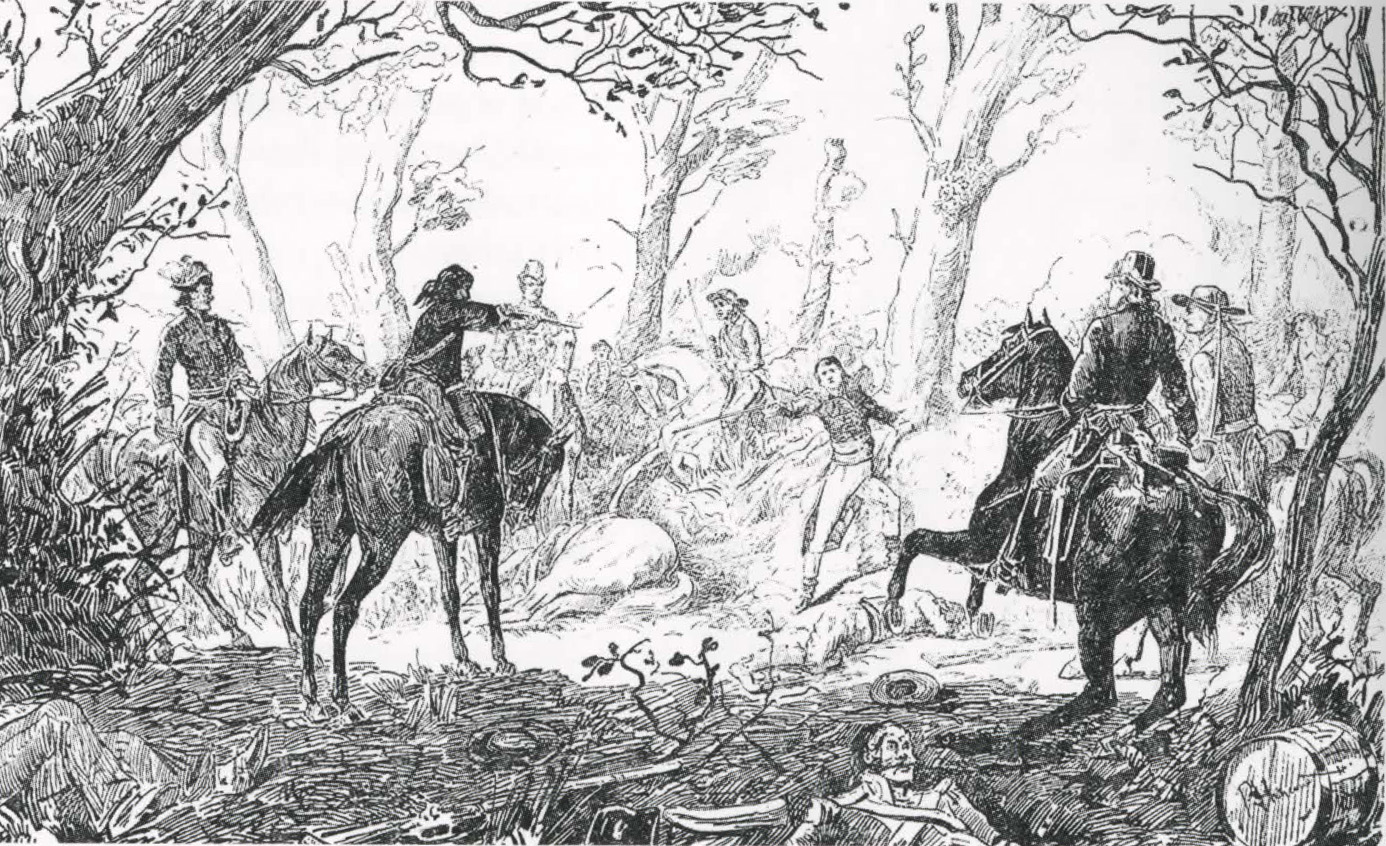
Grabado sobre su muerte, por E. Bonnemère, 1883.

Nicolas François Haxo (Étival-Clairefontaine, 7 de junio de 1749-Les Clouzeaux, 20 de marzo de 1794) fue un brigadier de la Revolución francesa.

## Orígenes
Era hijo de Benoît Haxo (1705-1761), notario y escribano del señorío de Etival, y de Marie-Madeleine Rosières (1719-1749). Al morir su padre, el 20 de noviembre de 1761, tuvo que irse a vivir a Saint-Dié-des-Vosges con su tío François Haxo (1739-1810), donde estudió en una institución local. El 21 de febrero de 1768 se enroló en Estrasburgo en el regimiento de infantería de Touraine. Se retiró en Verdún, el 21 de febrero de 1777, con el grado de sargento y escribano de intendencia. Volvió a Saint-Dié, donde vivió como asesor de la villa. 
En 1789 fue nombrado del comandante del batallón de la Guardia Nacional de Francia local y el 7 de marzo de 1790, en un consejo con otros jefes en Vosgos, fue nombrado general de división. El 1 de junio también fue elegido segundo en el Consejo General del departamento. El 30 de agosto de 1791 queda a cargo de buscar voluntarios en Rambervillers, Saint-Dié, Bruyères y el Principado de Salm para defender el país. Sería elegido por la tropa como teniente coronel del 3º batallón de Vosgos, unidad que hará de guarnición de Obernai desde el 4 de octubre hasta el 28 de marzo de 1792. Como parte del Ejército del Rin, su batallón sirvió a las órdenes de Adam Philippe de Custine (1740-1793) y combatió en Landau in der Pfalz, Espira, Maguncia y Fráncfort del Meno. En la campaña Haxo destacaría por su conducta ejemplar en el terrible asedio de Maguncia (10 de abril-23 de julio de 1793), durante el cual fue nombrado comandante de brigada (29 de junio). Cuando la guarnición francesa finalmente capítulo, lo hizo con honores y fue liberada bajo el compromiso de no combatir contra los ejércitos de la Primera Coalición por un año.

## La Vendée
El 17 de agosto fue nombrado general de brigada o brigadier. Su batallón fue integrado al ejército enviado por Lazare Carnot (1753-1823) a someter la Vendée. Sus tropas no fueron bien apreciadas por los jefes militares de las guarniciones locales vencidas, sufriendo repetidos contratiempos militares. Algunos acusaron a Haxo, Jean-Baptiste Kléber (1753-1800) y Jean Fortuné Boüin de Marigny (1766-1793) de ser realistas para que el Comité de Salvación Pública los ejecutase. Las acusaciones fueron retiradas en noviembre. 
Se le encomendó la misión de perseguir a la guerrilla de François de Charette (1763-1796), conduciendo una expedición para apoderarse de la isla de Noirmoutier, refugio del jefe rebelde. El 3 de enero de 1794 se apodera de la isla, pero Charette ya había huido. Emisarios del cabecilla se quedaron a reunirse con Haxo para negociar la capitulación. Haxo prometió no dañar a los prisioneros, pero los representantes del gobierno Pierre-Louis Prieur (1756-1827) y Pierre Bourbotte (1763-1795) no obedecieron y los ejecutaron a todos; las protestas del general no fueron escuchadas. Por medidas como aquella y la creación de las colonnes infernales, «columnas infernales», por Louis Marie Turreau (1756-1816) permitieron a los rebeldes ganar nuevamente el apoyo mayoritario de la población. Haxo se negó expresamente a obedecer las órdenes de Turreau. 

## Muerte
El 20 de marzo, el general se encontró con la columna de Charette en Les Clouzeaux. Haxo tomó posiciones en el campanario de la iglesia local, donde le llegó un balazo en un brazo. Sus tropas intentaron retirarse del pueblo, pero los rebeldes eran demasiados y no pudieron escapar. Finalmente, Haxo logró escapar pero quedó separado de sus hombres y además fue herido en un muslo durante el combate. Finalmente encontraría la muerte en el bosque cercano. 
Oficialmente, los republicanos asumieron que se suicidó para impedir la captura. Según las crónicas, Charette se mostró apenado por su muerte, ya que sentía una cierta admiración por su enemigo. El general tuvo por sobrino al también general François Nicolas Benoît Haxo (1774-1838).